# Chris Perry
Christopher John ("Chris") Perry (Carshalton, 26 april 1973) is een Engels voormalig betaald voetballer die als centrale verdediger speelde. Hij werd vooral bekend als speler van Wimbledon in de jaren 90 en kwam daarnaast uit voor Tottenham Hotspur van 1999 tot 2003. 

## Carrière
Perry speelde 363 wedstrijden in de Premier League, waarvan de meeste duels als speler van Wimbledon. Hij beleefde het laatste succes van Wimbledon op het hoogste niveau, voordat de club in 2000 degradeerde naar het huidige Championship (destijds First Division geheten). Bij de degradatie was Perry al vertrokken naar Tottenham. Hij speelde regelmatig bij Tottenham, maar een hernia zorgde er in januari 2003 voor dat hij definitief uit het elftal verdween. Hij stond met Spurs in de finale van de League Cup in 2002, maar Blackburn Rovers won de beker. Perry speelde de volledige wedstrijd naast Ledley King centraal in de verdediging.
Nadat hij Spurs verliet, kwam de verdediger uit voor Charlton Athletic. Charlton huurde hem al een half seizoen van Spurs. Met deze club was hij weer actief in de Premier League onder manager Alan Curbishley. In juli 2006 verruilde hij Charlton Athletic voor West Bromwich Albion, in die tijd een tweedeklasser. Perry speelde tevens een seizoen bij Luton Town. Hij beëindigde zijn loopbaan in 2010 als speler van Southampton, waarmee hij dat seizoen de Football League Trophy won - de huidige Checkatrade Trophy om sponsorredenen. Dit is een trofee waarvoor uitsluitend wordt gestreden door teams uit de twee laagste divisies van de English Football League, d.w.z. derde- en vierdeklassers.
Southampton had hem op de transferlijst gezet, waarna hij geen club meer vond en op 37-jarige leeftijd stopte met voetballen.